# 加藤廣
加藤 廣（かとう ひろし、1930年6月27日 - 2018年4月7日）は、日本の小説家。

## 経歴
東京生まれ。東京都立新宿高等学校、東京大学法学部卒業。1954年に中小企業金融公庫に入庫。
京都支店長、本店調査部長などを歴任後、山一證券に勤務し、同経済研究所顧問、埼玉大学経済学部講師などを経て、中小企業やベンチャー企業のコンサルタントを務める。
2005年に構想15年の作品『信長の棺』で小説家デビュー。デビュー当時75歳という年齢が話題を呼ぶ。
それ以前からビジネス書を著していたが、『信長の棺』は『日本経済新聞』に連載され、ベストセラーとなった。同作は第12回中山義秀文学賞の候補作にも選ばれた。
その後『秀吉の枷』『明智左馬助の恋』と本能寺三部作を発表して大きな話題を呼ぶ。丹念に資料を精査し、独自の解釈で日本史の謎に迫り続けていた。
大阪経済大学で経営学部の客員教授も務めた。
2018年4月7日死去。87歳没。

## 著作

### ビジネス・教養書
- 『資金を豊かにする法 どのように借り・増やし・運用するか』ぱるす出版 1975年
- 『強い経理マンになる法 社内においていかにあるべきか』ぱるす出版 1975年
- 『男たちの履歴書 現代に生きる企業ロマン』東洋経済新報社 1981年
- 『ベンチャー・ビジネス鑑別法 ホンモノの育ち方育て方』東洋経済新報社 1984年
- 『21世紀への人事革新 日本的経営の崩壊と新しい人事制度の構築』ぱるす出版 1987年
- 『人材新時代 人と組織の調和を求めて』プレジデント社 1989年
- 『らくらく企業観察術 融資渉外に役立つヒント集』近代セールス社 1989年
- 『ホントの豊かさ発見伝 遊びの復権と新生活主義』日本工業新聞社 1991年 「豊かさの探求」と改題、新潮文庫
- 『資金を豊かにする法 どこからどのように借り・増やし・運用するか』ぱるす出版 1992年
- 『信長軍団に学ぶ処世の法則』PHP研究所 2006年
- 『長い戒名ほど立派なのか』若桜木虔共著 ベスト新書 2007年
- 『黄金（きん）の日本史』新潮新書 2012年
- 『意にかなう人生 心と懐を豊かにする16講』新潮新書 2013年
- 『「黄金」から見直す日本史 歴史再発見』NHKシリーズ カルチャーラジオ 2013年
- 『昭和からの伝言』新潮社、2016年
- 『戦国武将の辞世　遺言に秘められた真実』朝日新書、2017年

### 小説
- 『信長の棺』（2005年、日本経済新聞社 / 2008年、文春文庫 全2巻）
  - 同名でテレビドラマ化（2006年）
- 『秀吉の枷』（2006年、日本経済新聞社 全2巻 / 2009年、文春文庫 全3巻）
- 『明智左馬助の恋』（2007年、日本経済新聞社 / 2010年、文春文庫 全2巻）
  - 『敵は本能寺にあり』としてテレビドラマ化（2007年）
- 『安土城の幽霊－「信長の棺」異聞録』（2011年、文藝春秋 / 2013年、文春文庫）、外伝で短篇集
- 『神君家康の密書』（2011年、新潮社 / 2013年、新潮文庫）

#### ノン・シリーズ作品
- 『謎手本忠臣蔵』（2008年、新潮社 全2巻） のち新潮文庫 全3巻
- 『空白の桶狭間』（2009年、新潮社） のち新潮文庫
- 『求天記－宮本武蔵正伝』（2010年、新潮社）、のち「宮本武蔵」新潮文庫 全2巻
- 『水軍遙かなり』（文藝春秋 2014年） のち文春文庫 全2巻
- 『信長の血脈』（文春文庫 2014年）
- 『利休の闇』（文藝春秋 2015年） のち文春文庫
- 『秘録島原の乱』（新潮社 2018年）

## 日本国外で翻訳された著書

### 台湾（正体字）
- 信長之棺 （2008年、遠流出版社）
- 秀吉之枷 （2008年、遠流出版社）

### 中国大陸（簡化字）
- 信长之棺 （2012年、吉林出版集团有限责任公司）
- 秀吉之枷 （2013年、吉林出版集团有限责任公司）
- 明智左马助之恋 （刊行予定、吉林出版集团有限责任公司）